# كريس تريفور
كريس تريفور (بالإنجليزية: Chris Trevor)‏ هو كاتب عدل ‏ وسياسي أسترالي، ولد في 23 يونيو 1961 في أستراليا. حزبياً، نشط في حزب العمال الأسترالي. وقد انتخب عضو مجلس النواب الأسترالي عن دائرة Division of Flynn ‏ (24 نوفمبر 2007 – 21 أغسطس 2010).